# Palaeonemertea
Palaeonemertea är en ordning av djur. Palaeonemertea ingår i klassen Anopla, fylumet slemmaskar och riket djur.
Ordningen innehåller bara familjen Palaeonemertea, genera incertae sedis.